# Olga Sommerová
Olga Sommerová (* 2. srpna 1949 Praha) je česká filmová dokumentaristka, vysokoškolská pedagožka a politička. V letech 2014 až 2021 zastávala pozici 1. místopředsedkyně Liberálně ekologické strany (LES). Od května do října 2021 byla poslankyní Poslanecké sněmovny PČR, když ve funkci vystřídala poslance Dominika Feriho.

## Život
V roce 1977 absolvovala Filmovou a televizní fakultu Akademie múzických umění – katedru dokumentární tvorby. Krátce působila jako redaktorka dokumentaristické redakce Československé televize (1979-1980) a poté jako režisérka Krátkého filmu Praha až do roku 1993. V letech 1991 – 2002 vyučovala na pražské FAMU, od roku 1994 vedla osm let katedru dokumentární tvorby. V roce 1992 byla zvolena předsedkyní Akademického senátu FAMU. V roce 1995, na základě habilitační přednášky "Dokumentární film - má láska", byla jmenována docentkou. Od roku 2005 do roku 2009 vyučovala jako mimořádná profesorka na Akademii umění v Banské Bystrici a jako externista současně na Filmové akademii v Písku. Je členkou Asociace režisérů a scenáristů (ARAS) a České filmové a televizní akademie (ČFTA). V dubnu 2012 byla zvolena předsedkyní Českého filmového a televizního svazu FITES.

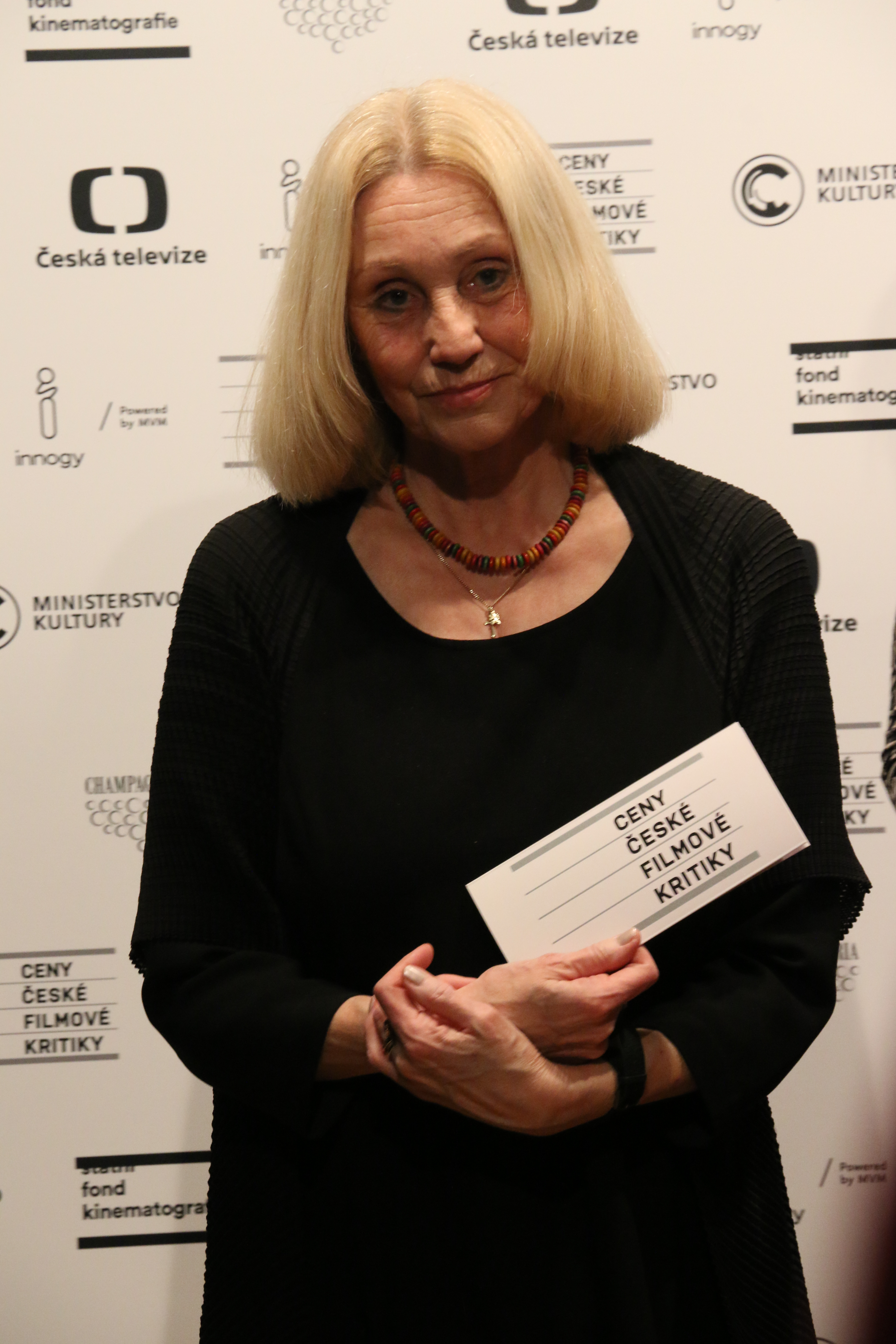
Olga Sommerová na Cenách české filmové kritiky 2022

Jejím prvním manželem byl hudební skladatel Vladimír Sommer, se kterým má syna Jakuba, taktéž filmaře. S druhým manželem, dokumentaristou Janem Špátou, má dceru Olgu, která s ní jako kameramanka natočila osm dokumentárních filmů. a autobiografický dokument o matce a dceři s názvem (Ne)cenzurované rozhovory.

## Politické a společenské aktivity
Od roku 2001 byla předsedkyní Společnosti Boženy Němcové a angažovala se také v občanských iniciativách Veřejnost proti korupci a Vraťte nám stát. Podle Olgy Sommerové „jsou ženy vyzrálejší a kvalitnější polovinou lidstva“, protože „se zabývají, často osamoceně, základními věcmi života, jako je péče o děti nebo o partnerskou lásku“.
V polovině února 2014 byla na ustavujícím sněmu Liberálně ekologické strany (LES) zvolena její 1. místopředsedkyní, když získala 68 hlasů od 70 delegátů. Funkci na sněmu v červnu 2017 obhájila. Ve volbách do Evropského parlamentu v roce 2014 kandidovala na 3. místě kandidátky, ale strana LES neuspěla.
Ve volbách do Poslanecké sněmovny PČR v roce 2017 kandidovala jako členka LES na 6. místě pražské kandidátky TOP 09. Zvolena nebyla, vlivem preferenčních hlasů se však stala první náhradnicí. Po oznámení rezignace poslance Dominika Feriho v květnu 2021 kvůli kauze se sexuálním obtěžováním a obviněním ze znásilnění oznámila, že se ujme poslanecké funkce. Stalo se tak dne 31. května 2021.
Dne 24. června 2021 se konal sněm LES, na kterém již nekandidovala na post 1. místopředsedkyně (nahradil ji Ladislav Miko). Zůstala však členkou předsednictva strany. Ve volbách do Poslanecké sněmovny PČR v říjnu 2021 již nekandidovala a ve druhé polovině října 2021 jí tak vypršel mandát poslankyně.

## Dílo
Jako režisérka Krátkého filmu Praha točila dvanáct let dokumentární filmy pro kina na formát 35 mm. Po revoluci v roce 1989, když bylo promítání dokumentů v kinech zrušeno, natáčela dokumentární filmy pro Českou televizi (cykly GEN, GENUS, OKO, Jak se žije..., Ztracená duše národa, Zpověď, Nevyjasněná úmrtí, Předčasná úmrtí, Třináctá komnata, EGO, Neznámí hrdinové).
Ve svých filmech před rokem 1989 se zabývala sociálními tématy a mezilidskými vztahy, později významnými osobnostmi a fenomény společenského a uměleckého života, feminismem a nedávnou historií naší země. Cyklu o politických vězních padesátých let předcházelo natáčení asi dvou set rozhovorů s dalšími politickými vězni. Vznikla tak archivní banka paměti národa, jakou dělal například Steven Spielberg s přeživšími holocaust.
Natočila 122 filmů, za něž získala čtyřicet cen na domácích a zahraničních filmových festivalech, v posledních letech TRILOBIT 2013, Zlatý ledňáček Finále Plzeň 2013, Cena za nejlepší dokument MIDA Šanghaj 2013, 2.cena ATLANT, Lipeck, Rusko 2013, Křišťálový globus Cena diváků na 49. MFF Karlovy Vary 2014, Událost roku, Český rozhlas 2014). Na základě úspěšného filmu O čem sní ženy vydala tři stejnojmenné knihy rozhovorů, a knihu O čem sní muži, které se staly bestsellery.

### Filmografie
1979
- Konkurs na rok 2000 (Zvláštní cena poroty, Ekofilm 1980, Cena studentské poroty, Academiafilm 1980, Čestné uznání, FFM Trutnov 1981)

1980
- Doma

1981
- Jednotřídka
- S tebou táto (Cena ministra kultury NDR, Lipsko 1982, Čestné uznání FČSF Piešťany 1982, Hlavní cena za dokument, Academiafilm 1982, Cena ministerstva školství, Academiafilm 82, Cena studentské poroty, Academiafilm 1982)

1982
- Ty to překonáš (Cena studentské poroty, Academiafilm 1983, Hlavní cena Zlaté slunce, FFM Trutnov 1984)
- Zkoušky dospělosti

1983
- Kluci a holky z ČKD
- Státní soubor písní a tanců
- Dříve narozeným šťastnou cestu (Cena v novinářské soutěži primátora Vacka 1984)

1986
- Talentované děti
- Otec a dcera

1987
- Zkus to dokázat (Čestné uznání, Parma 1988, Cena ministerstva zdravotnictví, 1988, Cena městské správy kin, Academiafilm 1988, Cena literárního fondu, Praha 1989)
- Za svou pravdou stát

1988
- Baví mě vyhrávat (Cena CONI, Budapešť 1989, Cena CONI za nejlepší dokument, Torino 1990)
- Člověk žena

1989
- Máte rádi Smetanu? (Čestné uznání FČSF, Bratislava 1990, Cena Ministerstva školství, Academiafilm 1990, Cena literárního fondu, Praha 1990)
- Dokument o zvláštních bytostech

1990
- Bůh žehnej Československu
- Miluj bližního svého (Cena literárního fondu, Praha 1990)
- Svobodný člověk Václav Malý

1991
- Netrpělivost srdce
- Přítelkyně
- Z domova domů

1992
- Zdenka Hůly svěcení jara
- Žena, zločin a trest
- Máňa (cyklus OKO), (Cena literárního fondu, Praha 1993)
- Václav Malý (cyklus GEN)

1993
- Na východ od českého ráje (cyklus OKO)
- Slovensko ve svobodné Evropě
- Spřízněni bláznovstvím
- Olga Havlová (cyklus GEN)
- Jan Špáta (cyklus GEN)
- Anna Fárová (cyklus GEN)

1994
- Ivan Klíma (cyklus GEN)
- Nebezpečí je mým povoláním (Petra Procházková)
- Feminismus po česku (cyklus OKO)
- Josef Kemr (cyklus GEN)

1995
- Žena v ohrožení (cyklus OKO)
- Dagmar Hochová (cyklus GENUS)
- Mít nebo být? (Cyklus OKO, Grand Prix Ekofilm, Ostrava 95)
- Karel Steigerwald (cyklus GENUS)

1996
- Věra Čáslavská (cyklus GENUS)
- Iva Janžurová (cyklus GENUS)
- A znovu Žebrácká opera
- Jan Ruml (cyklus V.I.P.)
- Sloužím (cyklus OKO)

1997
- Jak se žije v nejtěžší věznici (cyklus Jak se žije…)
- Jó, to jsem ještě žil (cyklus Nevyjasněná úmrtí)
- Jak se žije otcům po rozvodu (cyklus Jak se žije…)
- Jak se žije biskupům (cyklus Jak se žije…)
- Nesmrtelná hvězda Božena Němcová

1998
- Požehnaný prokletý básník Bohumil Hrabal (cyklus Nevyjasněná úmrtí), (Cena za režii Trilobit 1998, Cena Evalda Schorma, Academiafilm Olomouc 2000)
- Zavřené světy
- Nina (cyklus Zpověď)

1999
- Jak se žije jednovaječným dvojčatům (cyklus Jak se žije…)
- O čem sní ženy
- Profesionální matka (cyklus EGO)
- Jiroudek (cyklus Zpověď)
- AHOJ aneb Ad HOnorem Jesu[14]
- Sedmikrásky (cyklus EGO)
- O čem sní muži

2000
- Zábradlí (Cena studentské poroty, Academiafilm Olomouc 2001)
- Andělé tě hlídají (cyklus Předčasná úmrtí)
- Jak se žije v domácí škole (cyklus Jak se žije…)
- Občan Kinský (Zvláštní cena poroty, TSTTT Uherské Hradiště 2000, Cena mezinárodní poroty, EKOFILM, Český Krumlov 2001)
- Karel Husa (cyklus GEN)
- Ztráta důstojnosti (cyklus Ztracená duše národa)
- Vlasta Chramostová (cyklus GEN)

2001
- Epilepsie / Souboj s mořským koníkem (cyklus Diagnóza)
- Ztráta tradice (cyklus Ztracená duše národa)
- František Pavlíček (cyklus GEN)
- Jana Šilerová (cyklus GEN)
- Ztráta slušnosti (cyklus Ztracená duše národa)
- Ztráta víry (cyklus Ztracená duše národa)
- Ztracená duše národa (Cena Trilobit 2003)

2002
- Dana Němcová (cyklus GEN)
- Rakovina prsu / O ženských ňadrech (cyklus Diagnóza)
- Konec světa v srdci Evropy (Cena za nejlepší film, Ústí nad Orlicí)

2003
- Máňa po deseti letech
- Deprese / (Ne)viditelná temnota (cyklus Diagnóza) (Cena AstraZeneca, Křišťálové srdce – Poděbrady 2004)
- Bez trestu, bez pokání
- Cesta domů

2004
- Dva muži na Sibiři (Cena za dokumentární film, Ekofilm, Český Krumlov 2004)
- Děti pod Karpaty
- Křídla andělů
- Plicní hypertenze – Diagnóza
- 12 odvážných – Marie Blatoňová

2005
- T.G.Masaryk – Největší Čech
- Moje 20. století
- Dvanáct odvážných – Patricie Procházková
- Třináctá komnata – Kamila Moučková
- Láska včera, dnes a zítra

2006
- Třináctá komnata – Michal Horáček
- Táta jako máma
- Ženy Charty 77 – Věra Roubalová
- Dvanáct odvážných – Karel Makovský

2007
- Přežili jsme svoje děti
- Medela, latinsky pomoc

2008
- Třináctá komnata Jiřiny Šiklové
- Sedm světel

2009
- České milování – O lásce vražedné
- Do samoty v tanci
- Drž rytmus! (Hlavní cena na festivalu Ústí nad Orlicí, Cena na Art and Film festival Telč 2010, Cena Vize 97 Dagmar a Václava Havlových na festivalu Zlatá Praha 2010)

2010
- Charta 1. díl 1968–1980
- Charta 2.díl 1981–1988
- Charta 3.díl 1989

2011
- Neznámí hrdinové – Fredy Hirsch
- Třináctá komnata Soni Červené
- Česká republika 24 hodin (kolektivní dílo 24 českých dokumentaristů)

2012
- Věra 68 (Cena poroty Ústí nad Orlicí 2012, Čestné uznání FICTS Milano 2012, TRILOBIT 2013, Zlatý ledňáček Finále Plzeň 2013, Cena za nejlepší dokument MIDA Šanghaj 2013, 2.cena ATLANT, Lipeck, Rusko 2013)
- Hořký návrat z pekla (Neznámí hrdinové)

2013
- Tajemství rodu – Ester Janečková
- Tajemství rodu – Viktor Preiss
- Fenomén Petra Procházková[15]
- Popelčin komplex

2014
- Magický hlas rebelky (Křišťálový globus – Cena diváků na 49. MFF Karlovy Vary 2014, Cena diváků – Jeden svět Bratislava 2014, Událost roku – Český rozhlas 2014)
- To jsme si zase užili světa (Příběhy neobyčejné energie)

2015
- Samoživy
- Třináctá komnata Lídy Rakušanové

2016
- Svoboda podle Ságla
- Studentské revolty – Studentské hnutí 60. let
- Studentské revolty – Studentské hnutí 1987–1989

2017
- Jiří Brady (cyklus GEN)
- Červená, dokumentární film, kamera Olga Špátová

2018
- Výbor na obranu nespravedlivě stíhaných (dok. 65 min.)

2019
- Jiří Suchý – Lehce s životem se prát (dok. 102 min., kamera Olga Špátová)[16]

2020
- Věřím, že více světla potřeba nebude (životopisný dokument o Janu Palachovi)[17]

2024
- Juráček je můj osud (dokument o novinářce, spisovatelce a německé političce Daně Horákové, signatářce Charty 77, manželce režiséra Pavla Juráčka[18])

## Knižní tvorba
- O čem sní ženy 1 (2002)
- O čem sní ženy 2 (2003)
- O čem ženy nesní (2004)
- O čem sní muži (2005)

## Citáty
| „ | Jedno z témat, probírané na politické a společenské úrovni, které mi vždy vyráželo dech, bylo téma interrupcí. Aroganci politiků rodu mužského a stranické příslušnosti KDU, kteří chtějí uzákonit zákaz interrupce z moci státu, vůbec nevnímám jako doklad křesťanského Nezabiješ!, ale jako usurpování moci rozhodovat o životě jiných lidi, konkrétně žen, které na svá bedra berou, bohužel z největší části, výchovu dítěte od těhotenství, přes porod, kojení, praní plen, ponocování, strach, obětování se až po odpovědnost za výchovu. Žádný muž si nedovede představit, co pro ženu znamená interrupce. A žádný muž, žádný člověk nemá právo rozhodovat o tom, za je žena schopná či ochotná přivést na svět dítě, protože, jak známo, mateřství je doživotí. Ušlechtilé křesťanské myšlenky a odvolávání se na Pánaboha a jeho vůli ve formě zapovídajících zákonů, připadaly mně, křesťance, vždy jenom jako patriarchální mocenské slinty, které chtějí ovládat a udržet pořádek. Nedávno jsem v ekologickém časopise Generace objevila čísi citát: „Chci papeže, který může být také těhotný.“ Averze současného papeže k antikoncepci – ve věku AIDS a populační exploze v třetím světě – je nechvalně známá, a já dodávám: „Chci, aby o interrupčním zákoně rozhodoval jenom člověk, který také může být těhotný.“ | “ |
| — SOMMEROVÁ, Olga. Konec patriarchátu v Čechách? In: Nové čtení světa: Feminismus devadesátých let českýma očima, M. Chřibková, J. Chuchma, E. Klimentová (eds.). S. 179–180. | |   |

| „                                                                                          | ... čisté svědomí se nedá nahradit žádnými penězi nebo privilegii. Každý člověk se nejvíc stýká sám se sebou, žije se sebou čtyřiadvacet hodin denně. A takový vztah je třeba rozvíjet s ostražitou pozorností. | “ |
| — https://www.novinky.cz/zena/styl/345574-olga-sommerova-sve-hrdiny-miluju-a-opoustim.html | |   |

- | „                                                                                                | Dokumentární film obvykle nemá příběh, je to esej, v němž nahlížím jedno téma z různých stran. Musím získat hrdiny svého filmu a zapálit je pro věc... fenomén dokumentárního filmu je pro reflexi života společnosti navýsost potřebný, anebo spíš nutný. | “ |
| — http://www.ibestof.cz/film-a-divadlo/olga-sommerova---reziserka-a-filmova-dokumentaristka.html | |   |

| „                                                                                      | Ty volby jsou nebezpečný nástroj, protože volit může každý a volí i lidé, kteří nejsou vzdělaní, kteří se nezajímají o politiku, všechny ty souvislosti, ale skočí na ty populistické nabídky, a to je to nebezpečí teďka po celé Evropě i v Americe... | “ |
| — https://www.narodninoviny.cz/sommerova-top09-volby-jsou-nebezpecne-voli-nevzdelanci/ | |   |

## Ocenění
- Výroční cena AČFK (2019)
- Medaile Za zásluhy 1. stupně, udělil prezident Petr Pavel v roce 2023